# 전주한옥마을
전주한옥마을(영어: Jeonju Hanok Village)은 전북특별자치도 전주시 완산구 풍남동에 있는 면적 298,260m2의 한옥마을이다. 현재 947가구, 2,202명의 인구가 거주하고 있다. 총 947동의 건물 중에 한옥이 735개이고 비한옥이 212개이다. 전주에는 지금으로부터 약 1만 5천년 전부터 사람이 살기 시작했다고 추측되고 있다. 원래 자연부락 형태의 마을들이 산자락에 형성되었었으나, 665년 신라 문무왕 때 완산주(完山州)가 설치되면서 주거지가 평지로 이동했다. 전주사람들의 본격적인 평지에서의 생활은 전주성의 축조와 함께 시작되었다.
전주읍성을 중심으로 고려시대에는 한벽당, 오목대, 간납대 등이 지어졌고, 그 주위로 옥류동, 자만동과 같은 마을이 자연스럽게 형성되었다. 이 마을들이 현재 한옥마을의 모태가 되었다. 전주한옥마을이 지금의 형태를 갖추게 된 것은 을사조약이 채결된 1905년 이후이다. 원래 일본인들은 현재의 다가동인 전주읍성의 서문 밖에 거주하였다. 주로 상인이나 천민들이 성 밖에 거주하기 때문에 성 안과 밖은 신분의 차이를 나타낸다고 볼 수 있다. 하지만 1911년 말 전주읍성의 남문을 제외하고는 성곽이 모두 철거되면서 일본인들이 성 안으로 거주지를 옮기기 시작하였다. 늘어나는 “일본인 주택에 대한 대립의식과 민족적 자긍심”으로 뭉친 한국인들은 교동과 풍남동 일대에 한옥촌을 형성하기 시작했다. 이것이 바로 “팔작지붕의 휘영청 늘어진 곡선의 용마루”를 가진 한옥들이 즐비한 지금의 전주한옥마을이다.
서울특별시 북촌이나 경주시, 안동시에 자리 잡고 있는 한옥마을과 달리 전주한옥마을의 한옥들은 대규모로 도심에 운집해 있다. 마을이 100년이라는 비교적 짧은 시간 동안 지금의 형태를 갖추었기 때문에 전주한옥마을의 한옥들은 전통적 한옥이 아닌  '도시형 한옥'이다. 이러한 도시형 한옥들과 기존에 존재하고 있던 경기전, 풍남문 같은 문화 유적지들의 만남이 전주한옥마을만의 특별한 가치를 형성하고 있다. 현재 전라북도와 전주시에서 전주한옥마을을 문화 관광 명소로 보존, 개발하고 있다. 2017년 11월 카카오의 조사 결과 전국 여행지 검색어에서 1위를 차지하기도 하였다.

## 문화 유적지

### 경기전
경기전(慶基殿, 사적 제339호)은 조선왕조를 건국한 태조 이성계의 어진(御眞, 왕의 초상화)을 봉안하기 위해 태종 10년(1410년)에 지어진 건물이다. 태조 이성계의 어진은 전주뿐만 아니라 경주, 평양, 개경, 영흥 등 총 6곳에 봉안되었으나 오직 전주의 어진만이 현존하고 있다. 1442년까지만 해도 경기전은 어용전(御容殿)이라고 불리었으며 조선왕조실록이 보관되기도 하였다. 정유재란 때 불에 타 소실되었던 경기전은 광해군 6년(1614년)에 복원되어 현재의 모습을 나타내고 있다. 2011년에 완성된 어진박물관과 여러 가지 체험활동들을 통해 경기전은 전주한옥마을의 주요 관광지로 자리잡았다. 경기전의 입장료는 성인 3,000원이고 어린이는 1,000원이다. 이용시간은 오전9시부터 오후6시까지(6~8월은 오후8시까지)이다.

### 전동성당

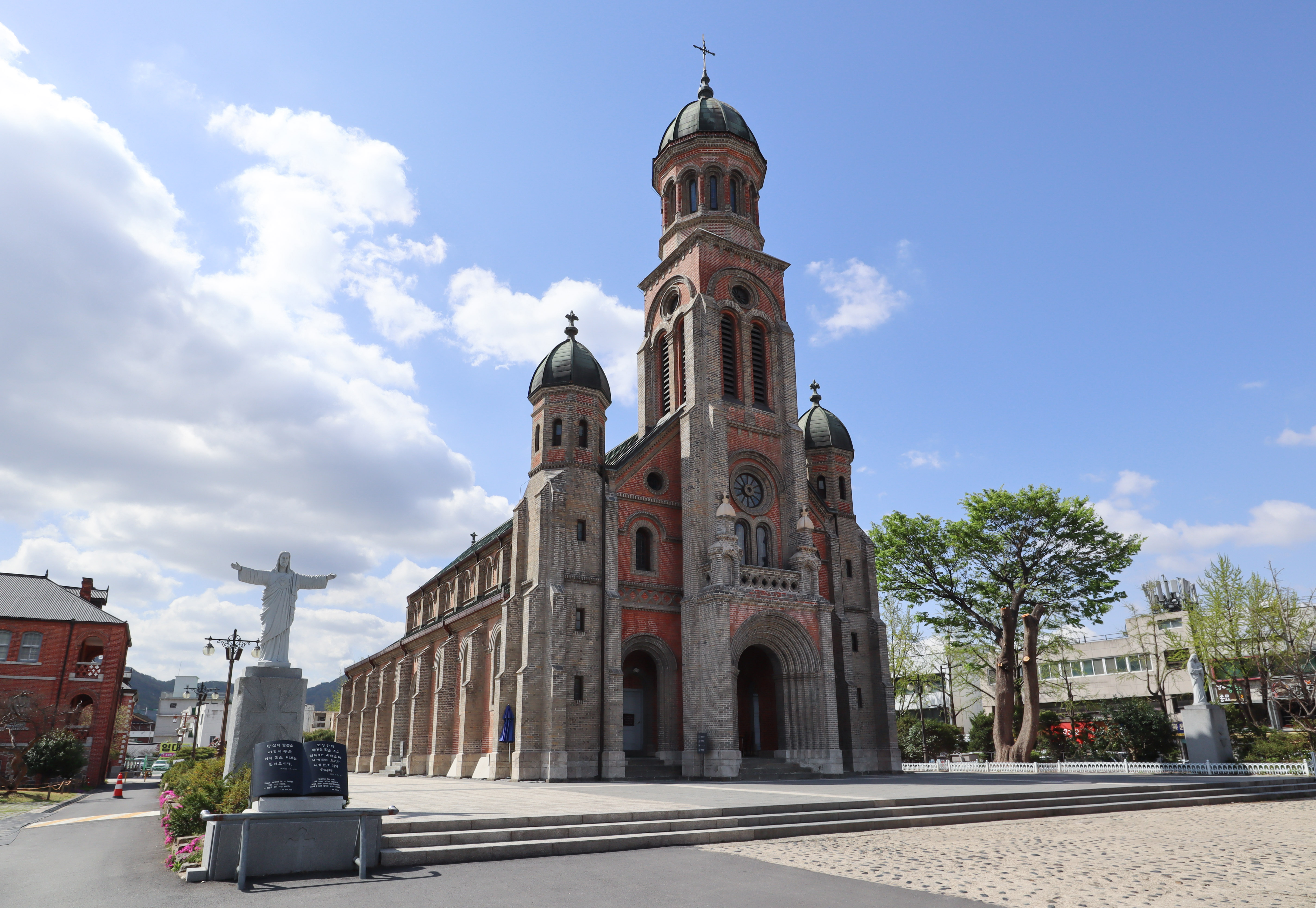
전동성당

전주한옥마을에 있는 전동성당(사적 제288호)은 프와넬 신부가 설계한 천주교 성당으로써 1908년에 완공되었다. 한국 천주교의 최초 순교자였던 윤지충(1759-1791)의 순교지 위에 지어진 전동성당은 서울의 명동성당, 대구의 계산성당과 함께 대한민국의 3대 성당으로 손꼽힌다. 성당을 건축할 때 국내 기술이 미흡해 청나라 도공을 불러 공사를 했다는 일화가 있다. 곡선미가 강조된 아름다운 전동성당은 영화 “약속”, “전우치”등에 등장하기도 하였다.

### 풍남문
전주읍성의 4대문 중에 유일하게 남아 있는 남쪽문인 풍남문(豐南門, 보물 제308호)은 조선 영조 43년(1767)에 불탄 것을 재건할 때 관찰사 홍낙인이 붙인 이름이다. 풍남문을 관광지로 활성화하기 위한 광장 조성, 방안 마련 등이 활발히 진행되고 있다.

### 오목대

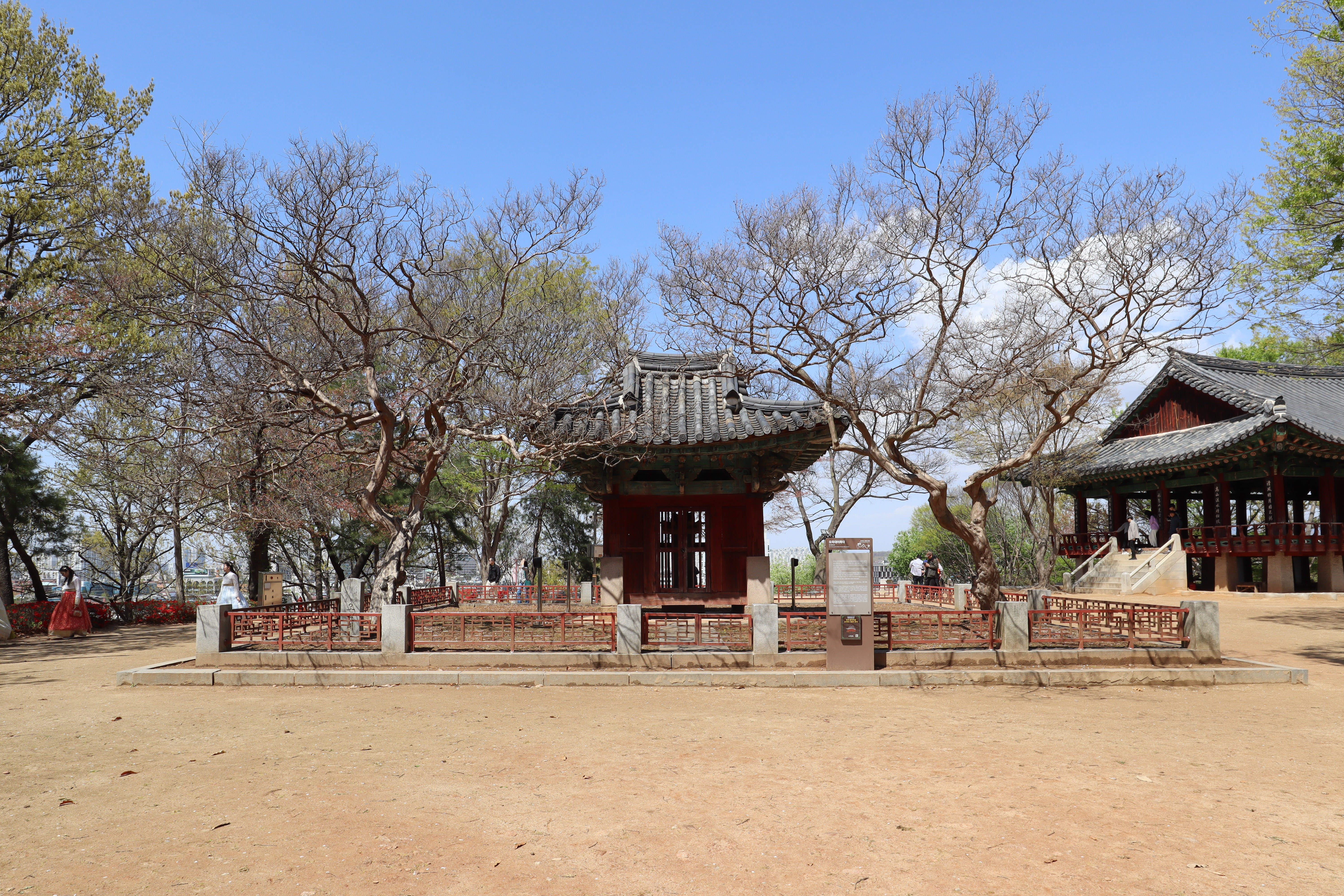
오목대

전주한옥마을 동쪽에 있는 오목대 (梧木臺, 지방기념물 제16호)는 태조 이성계가 고려 말 우왕 6년(1380년)에 황산에서 왜군을 무찌르고 돌아가던 중 본향인 전주에 들러 승전고를 울리며 자축한 곳이다. 이후 고종이 친필로 ‘태조고황제주필유지’라는 비문을 새겨, 태조 이성계가 머무른 곳이라 전하고 있다. 오목대는 언덕 높은 곳에 있기 때문에 전주한옥마을을 한눈에 내려볼 수 있는 좋은 곳이다. 많은 관광객이 이곳에서 전주한옥마을 관광을 시작한다.

### 전주향교
전주향교(사적 제379호)는 서울 성균관을 모델로 삼아 고려 공민왕 때(1354년)에 처음 지어졌다. 원래는 경기전의 북쪽에 자리 잡고 있었으나 향교에서 들려오는 소리가 어진을 봉안하고 있는 경기전을 시끄럽게 한다고 해 태종 때 전주읍성 서쪽 황화대 아래로 옮겨졌다. 그 후 두 차례의 전쟁을 겪고 나서 지금의 자리에 선조 때(1603년)에 안착했다. 전주향교는 제향공간인 대성전과 강학공간인 명륜당을 비롯하여 총 99칸이 넘는 규모로 이루어졌었다. 특히 향교의 정문인 만화루는 그 고을에 특별한 존재가 태어났다는 것을 상징하는 2층 누각으로 지어졌는데, 이는 전주에서 태어난 태조 이성계 덕분이었다. 향교는 오랜 시간 유학의 근본정신, 어진 심성, 예의 바른 성품을 가르치는데 전력해왔다. 하지만 시대가 변하게 되면서 많은 향교가 점점 내리막길을 걸었고 전주향교 역시 시대의 변화를 피해갈 수 없었다. 전주향교는 이젠 “지역의 다양한 문화가 살아 숨 쉬는 전통문화의 거점”으로 거듭나기 위해 노력 중이다.

## 주요 전통문화 시설

### 전통문화관
전주전통문화관은 전통혼례, 공연,교육체험, 전통음식체험에 시민들과 관광객들이 직접 참여할 수 있는 전주한옥마을 내에 위치한 전통문화시설이다. 한벽극장, 한벽루, 다향, 화명원, 조리체험실, 경업당 등으로 이루어져 다양한 체험이 가능하다. 체험할 수 있는 프로그램과 시간이 다양하기 때문에 방문하기 전에 미리 일정을 확인하고 예약하는 것이 좋다.

### 공예품전시관
전주한옥마을 내에 있는 전주공예품전시관 크게 전시관, 체험관, 쇼핑몰로 나뉘어 있다. 공예관과 기획관에서는 공예관련 작품들을 관람할 수 있고, 체험관에서는 공예체험을 할 수 있다. 명품특산관, 생활공예점에서는 공예품을 쇼핑할 수 있다. 전주공예품전시관은 전주대학교에서 운영을 하고 있고 운영시간은 오전10시~오후6시(하절기 오후7시까지)이다.

### 한옥생활체험관
조선시대 양반집을 연상케 하는 전주한옥생활체험관은 안채, 사랑채, 행랑채, 안마당, 사랑마당으로 이루어진 전통한옥이다. 한국의 전통생활양식을 직접 체험하며, 전통숙박을 할 수 있다.

### 전통술박물관
전주전통술박물관은 전통가양주의 맥을 이어가고 재현하고자 2002년 전주한옥마을에 개관하였다. 전통가양주문화는 원래 집집마다 술을 빚어 제사를 지내고 손님에게 대접함에서 비롯했는데 일제의 주세법(1909년)때문에 그 맥이 끊겼었다. 이 맥을 찾아 이어가고자 하는 전통술박물관에서는 전통가양주 강좌, 가양주 관련 연구사업, 다양한 체험 프로그램 등을 제공한다. 관람시간은 오전9시부터 오후6시까지이며 관람료는 무료이다.

### 전통한지원
전주전통한지원에서는 우리 조상들의 장인정신이 베어있는 전통 한지제조 기법이 오롯이 재현되고 있다. 순수 우리 한지만을 생산하고 있고 생산되는 한지의 80%는 일본에 수출되고 있다. 나머지는 국내에서 판매되고 있다. 전통한지원을 직접 방문하면 한지뜨기, 무늬넣기, 말리기 등의 한지 제작 과정을 체험해 볼 수 있다. 그 외에 인터넷 쇼핑몰도 운영 중이다.

### 한방문화센터
한방문화관과 동의사상관으로 이루어져있는 전주한방문화센터는 한의학과 한약학을 전통 생활문화와 연결하여 전시, 교육, 체험하는 국내 유일의 한의학 박물관이다. 단순히 전시만 하는 것이 아니라 사상체질 감별•진단, 한방 건강나이 측정, 한의학 치료원리, 한방바이오 상품체험 등을 통해 쉽게 한의학의 원리에 다가갈 수 있다. 입장시간은 오전10시에서 오후7시까지이다.

## 먹거리
아래의 먹거리들은 전주를 대표하는 음식이지만 전주한옥마을을 중심으로 음식점들이 모여 있기 때문에 간략하게 소개한다.

### 전주비빔밥
원하는 식재료를 밥에 비벼 먹는 한국 전통 음식인 비빔밥은 각 지역마다 특색을 가지고 오랜 시간 발전해왔다. 전주비빔밥은 밥을 사골국물로 짓고 뜸을 들일 때 콩나물을 넣는 것이 특징이다. 또한 황포묵, 육회 등 총 30가지가 넘는 재료를 사용해 그 풍미를 더욱 살리었다. 비빔밥이 전주를 대표하는 음식으로 자리 잡은 지 오래이다.

### 막걸리
전주 막걸리는 다른 지방과는 다르게 막걸리 한 주전자를 시키면 한 상이 꽉 차는 한정식 음식들이 같이 나온다. 음식은 정해져 있는 것이 아니라 그 때 그 때 다르고, 막걸리를 추가로 주문할 때마다 새로운 안주가 함께 나온다. 전주 막걸리 타운은 삼천동, 평화동, 효자동, 서신동, 경원동, 인후동 총 6곳에 자리 잡고 있고 이 중 전주한옥마을과 가까운 곳은 경원동이다. 일반적으로 막걸리 한 주전자는 15,000원~19,000원 정도이다.

### 모주와 콩나물국밥
전주콩나물국밥은 콩나물과 계란을 넣고 끓인 국물에 밥을 말아먹는 음식이다. 저렴한 가격으로 든든한 한끼가 되기 때문에 서민들에게 인기가 많다. 이러한 콩나물국밥과 같이 즐기는 음료가 모주(母酒)이다. 모주는 전주의 특별한 막걸리로, 한약재와 계피를 넣어 알코올 도수를 낮춘 해장술이다.

## 주변 관광지

### 덕진공원

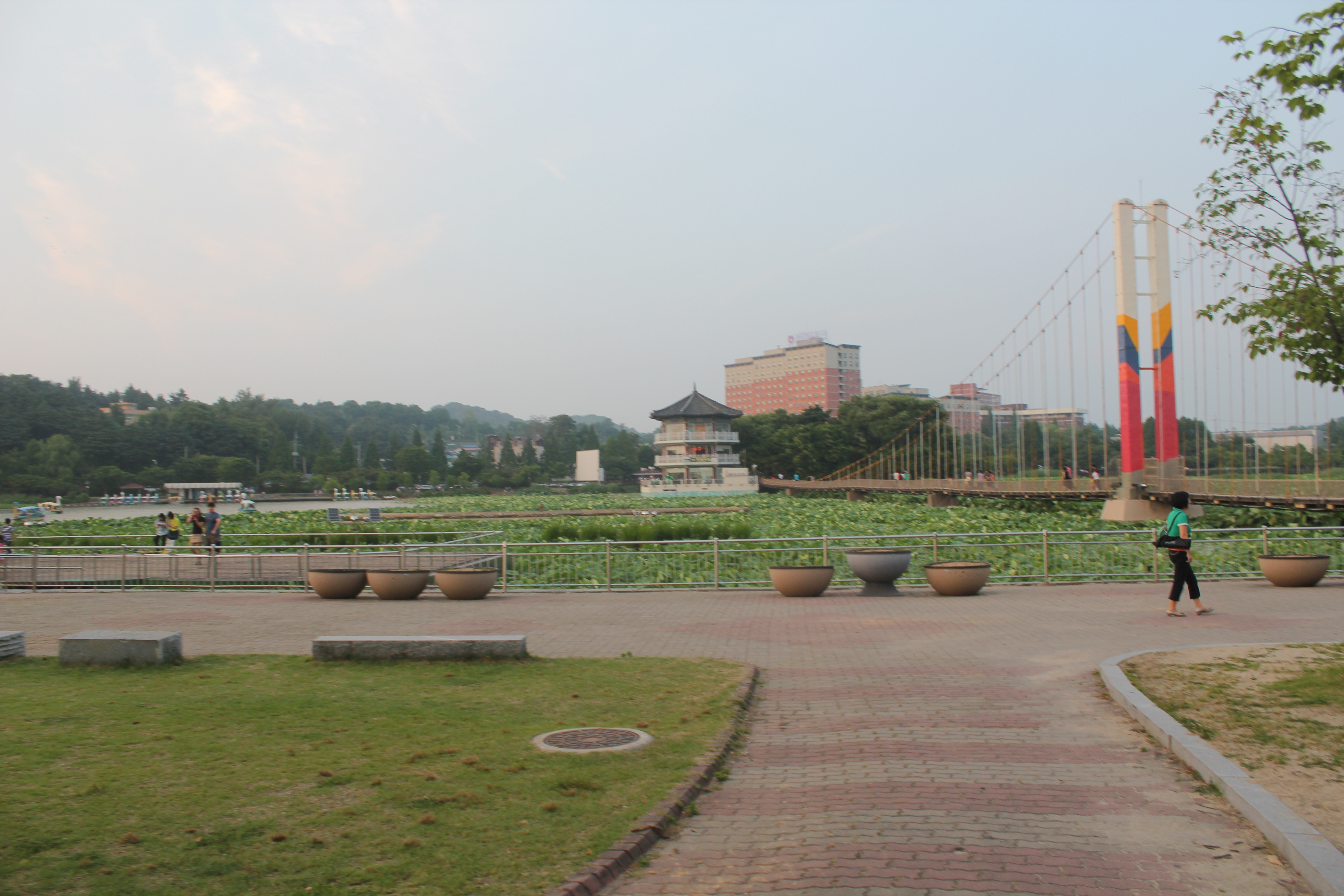
덕진공원

덕진공원은 전북특별자치도의 대표적 연꽃 군락지이다. 전주 도심에 자리 잡고 있는 덕진공원에는 4만3천m2의 호수가 있는데 매년 7월이 되면 이곳에 있는 연꽃이 만개한다. 연꽃이 호수 위의 현수교와 어우러져 이루는 장관 때문에 전국에서 관광객이 많이 찾아오고 주변 주민들도 쉼터로 사용하고 있다. 전주시는 2013년도부터 전주 덕진공원을 중심으로 대규모 정원을 조성하기 위한 공사를 시작하기로 했다. 전주시는 아시아 전통정원화 사업을 통해 덕진공원을 널리 알려진 관광지로 거듭나게 할 계획이다.

### 전주 영화의 거리
전주 영화의 거리는 전주 고사동 오거리 인근 일대에 조성되어있는 전주의 대표적 명소이다. 영화의 거리에선 전주국제영화제가 매년 치러지고 있는데 영화제가 열릴 때면 6만7천여명의 관광객들이 영화의 거리를 방문한다. 전주 영화의 거리는 행정기관 주도에서 벗어나 시민들이 도시를 가꾸고 만드는 데 참여할 수 있는 창구를 만들어 디자인적인 면에서도 높은 점수를 받고 있다.

### 전주 남부시장
전북 전주시 완산구 풍남문2길에 있는 남부시장은 조선 초기부터 이어져온 한국 최초의 시장이다. 조선 시대에는 ‘남문밖시장’이라고 불리다 1936년에 시장이 대폭 개축될 때 ‘남부시장’이라고 불리기 시작했다. 전성기에는 전국의 쌀 시세가 남부시장에서 결정되었을 정도로 영향력이 컸다고 한다. 현재는 점포 290여개, 상인 1천200여명의 규모를 가지고 있고 주단•가구•건어물•채소•과일•약재 등이 주요 취급 품목이라고 한다. 남부시장의 역사와 함께하는 주요 먹거리들에는 콩나물국밥, 순대국밥, 팥죽, 보리밥, 수제비 등이 있다.

## 대중문화
- 2018년 - 고독한 미식가 시즌7 9화

## 갤러리

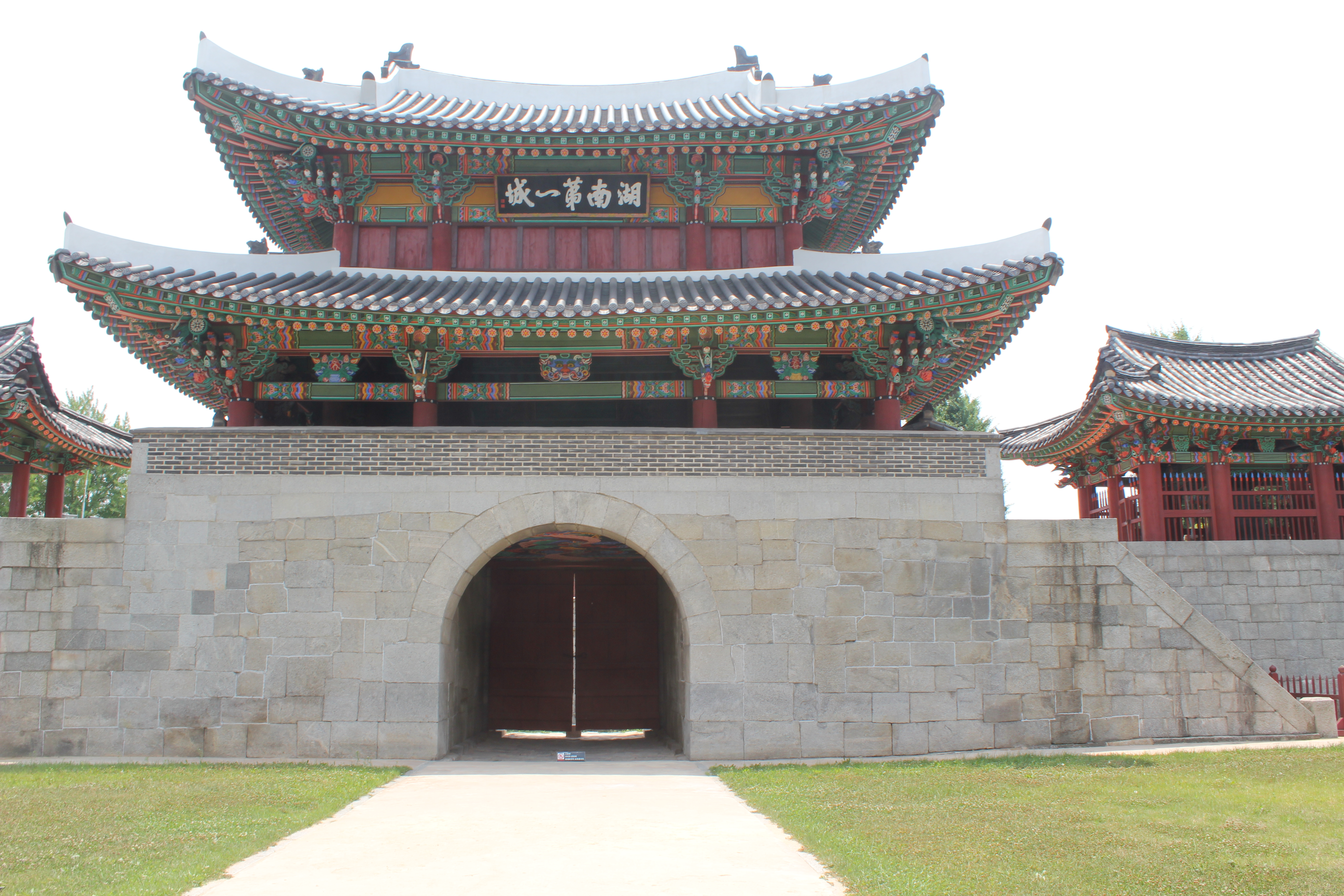
풍남문
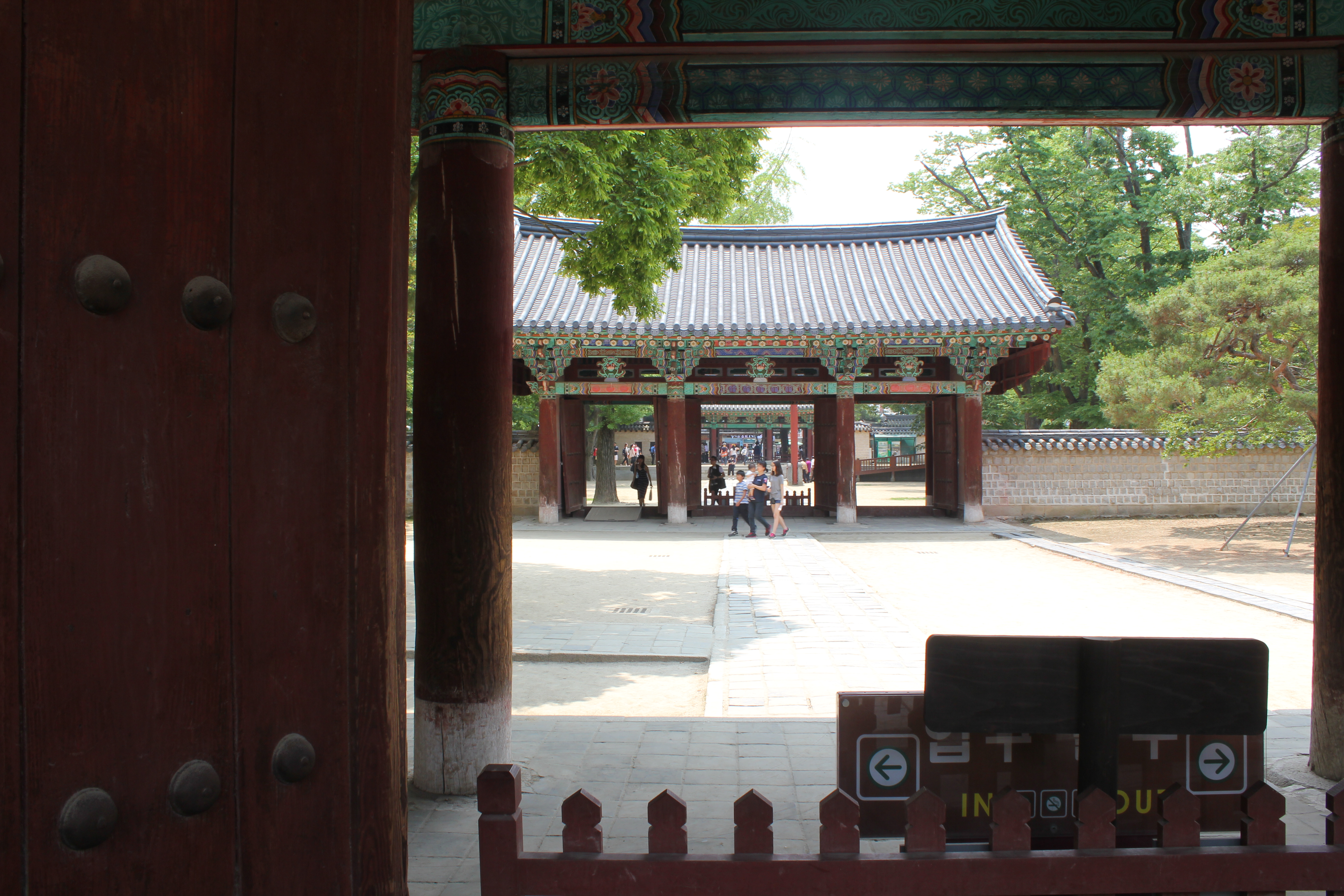
경기전 내부
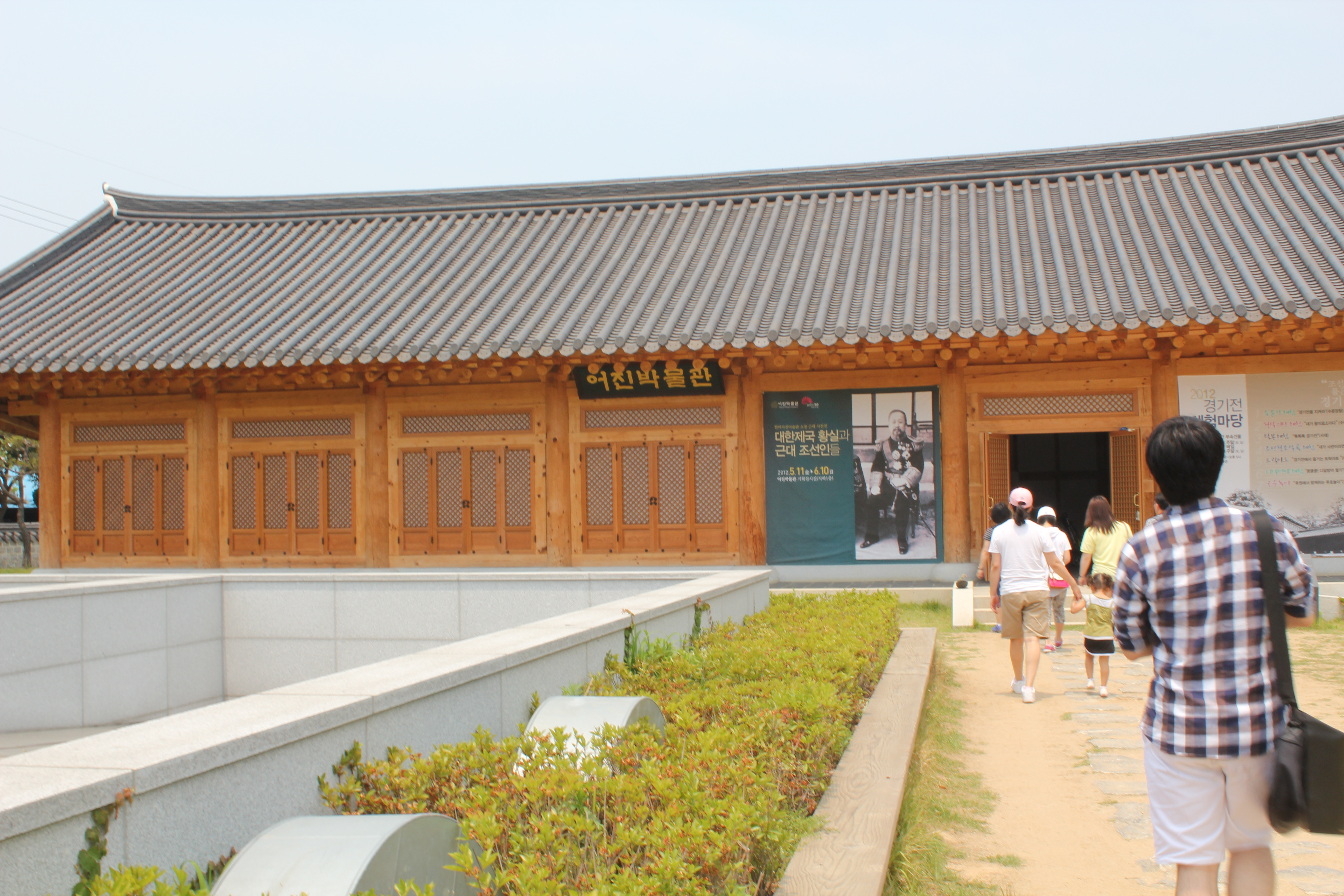
경기전 어진박물관
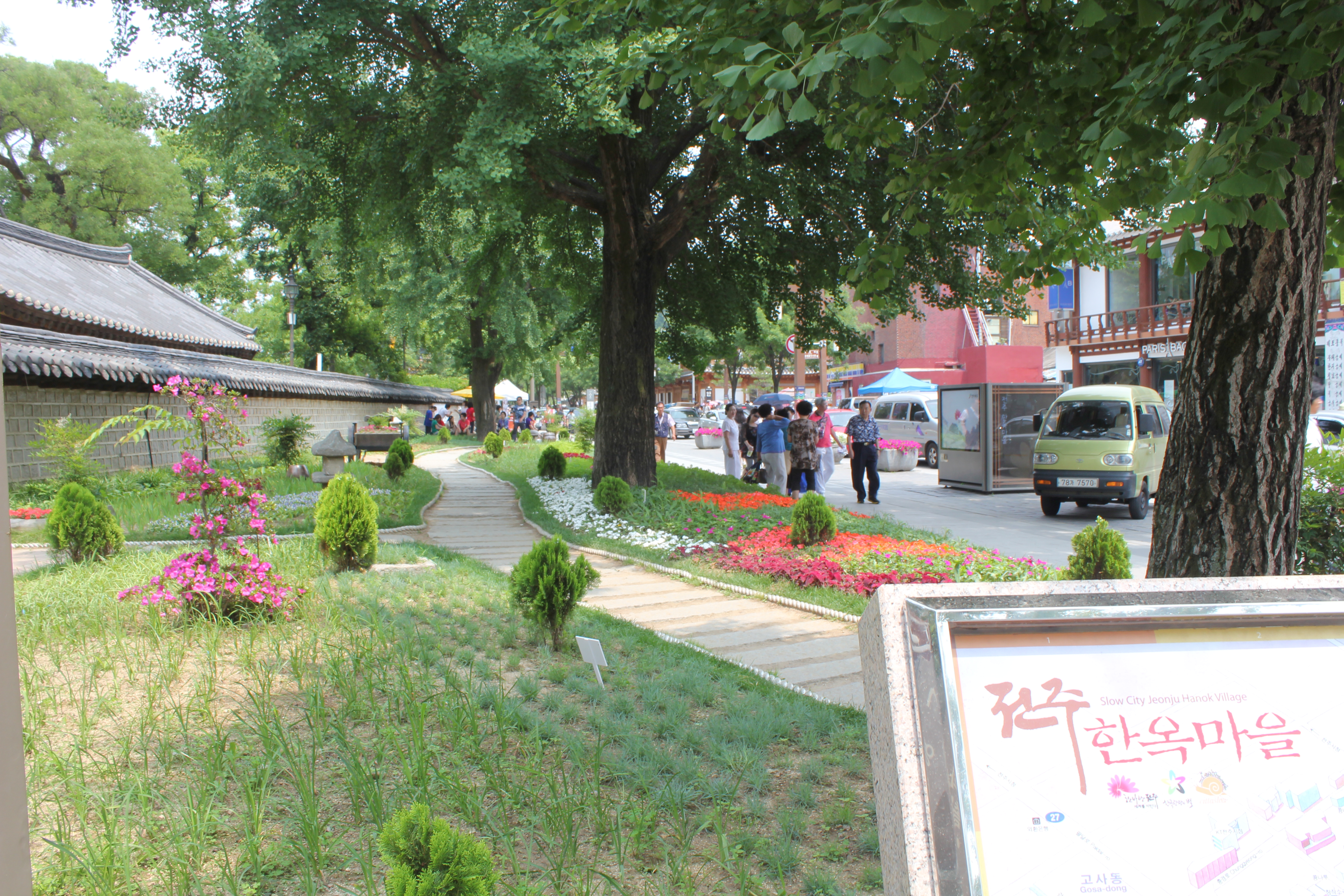
전주한옥마을의 거리
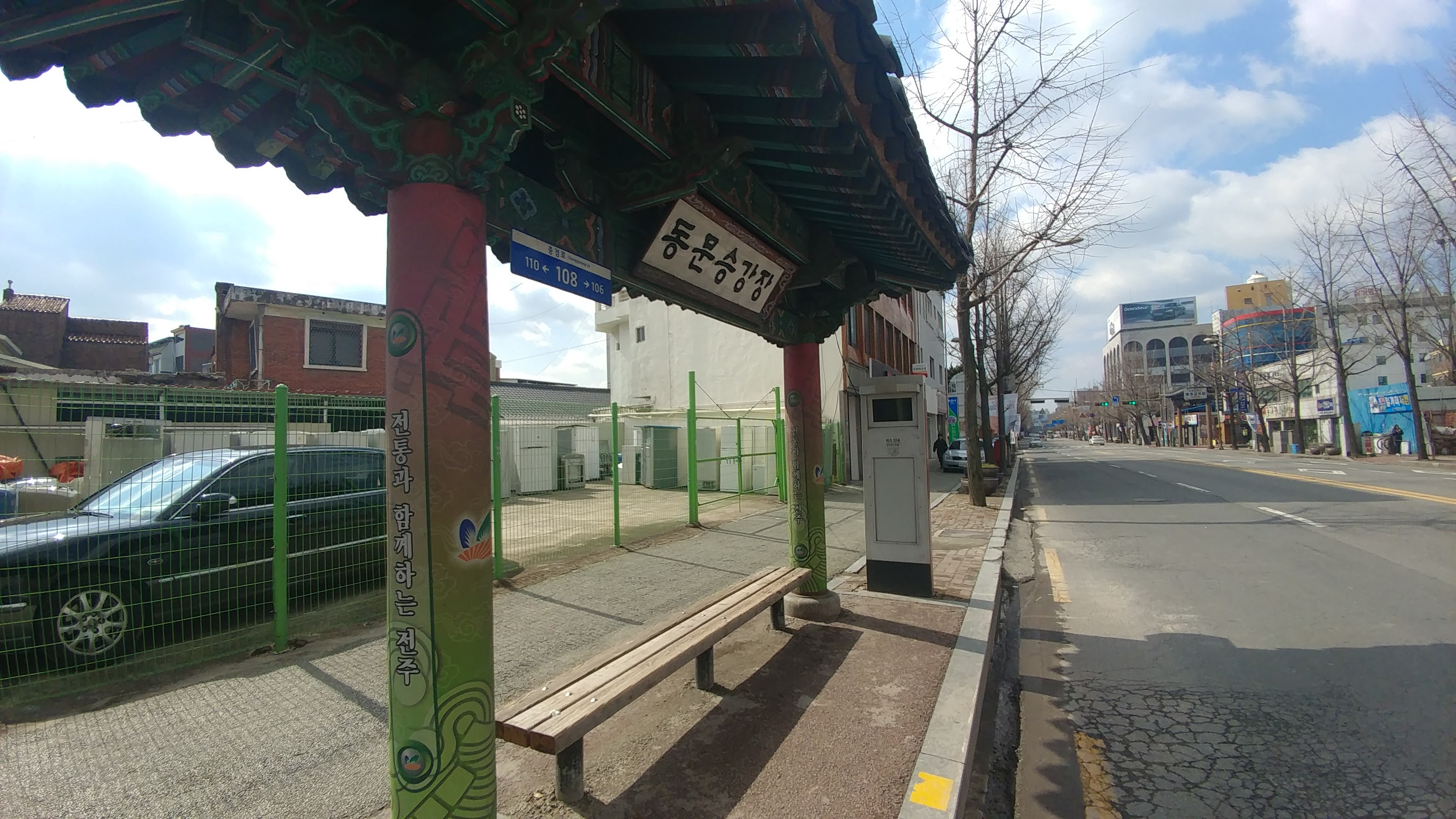
전주한옥마을 근처 버스정류장
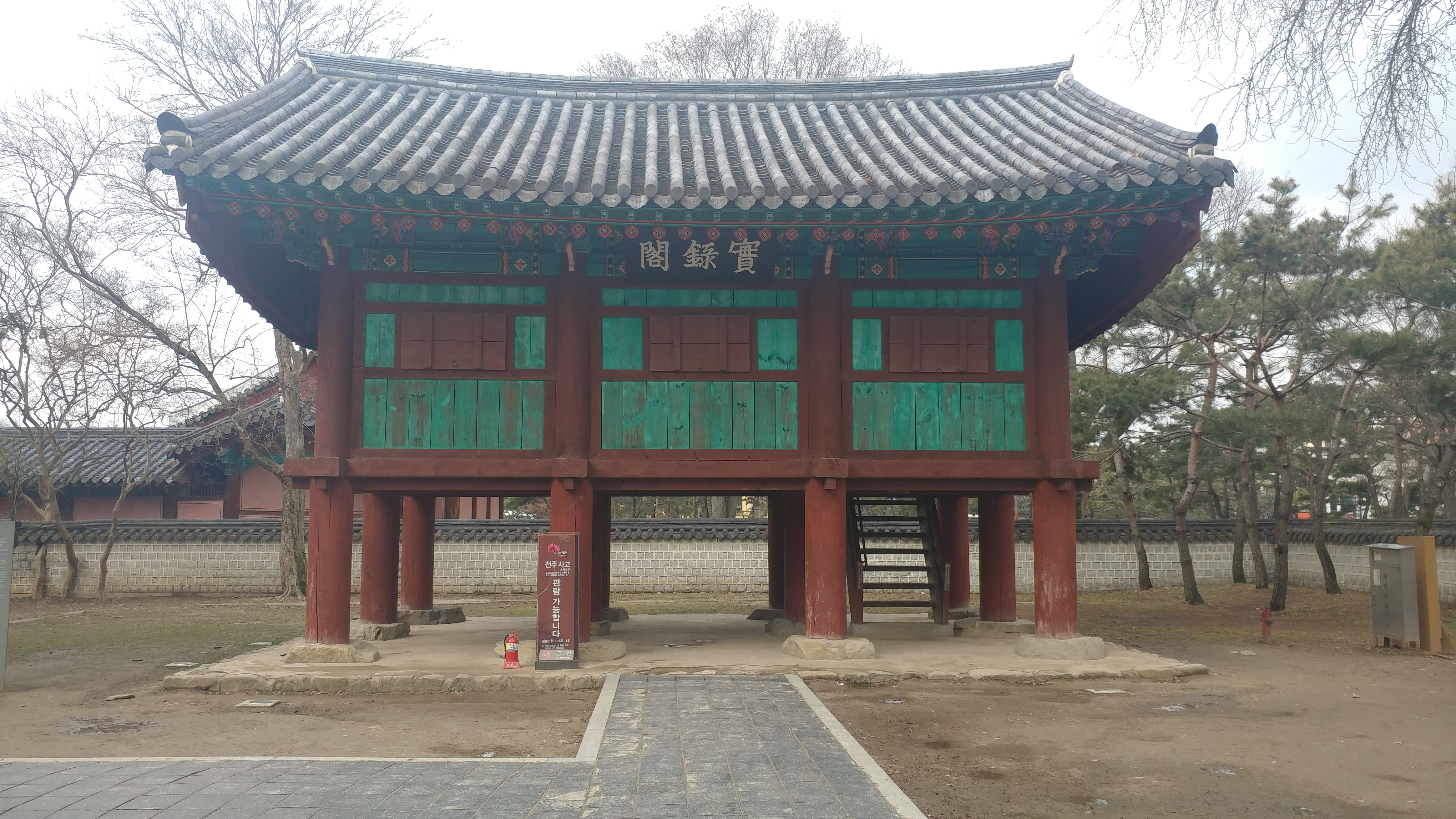
전주사고 실록각
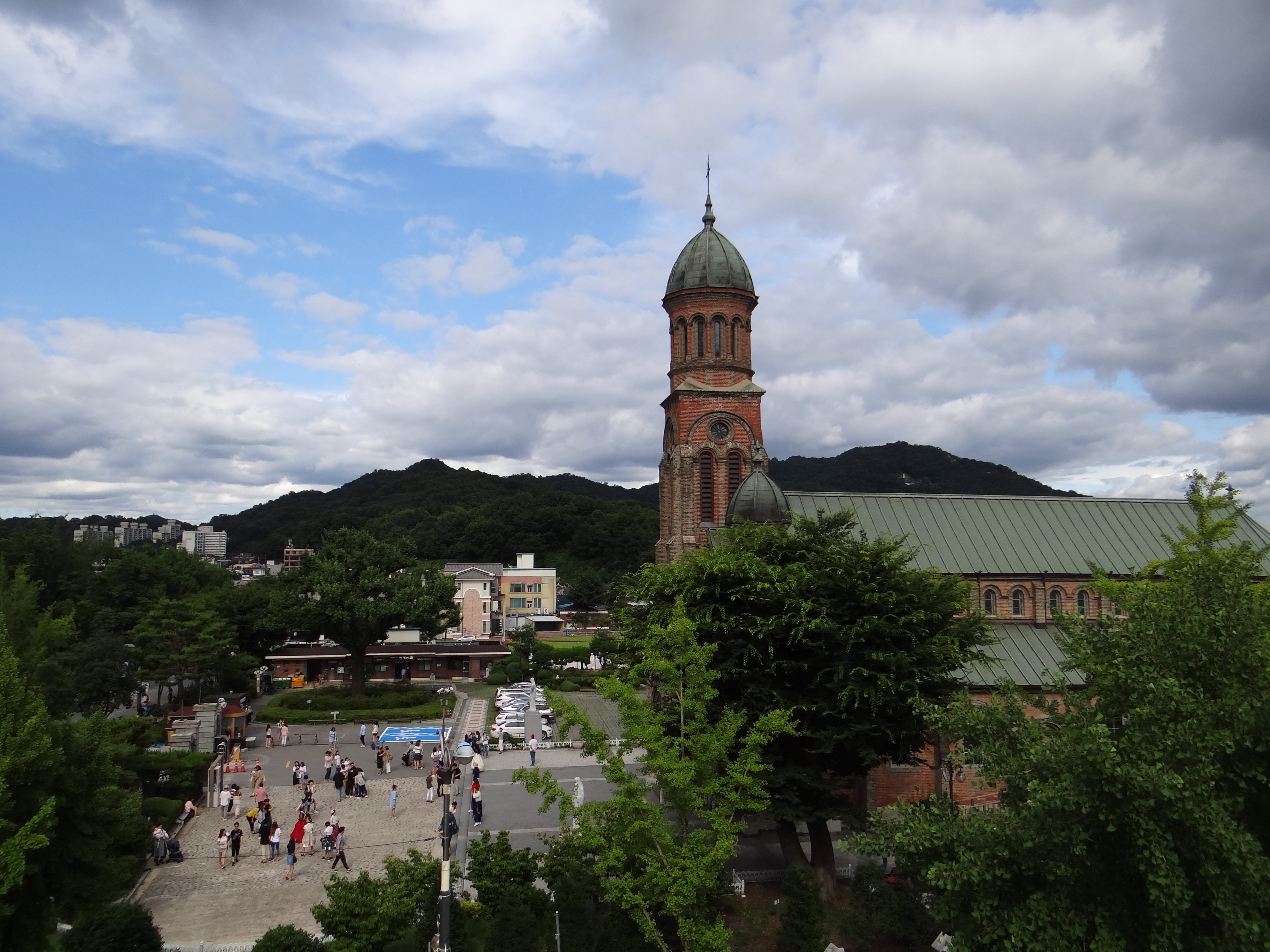
전주 한옥 마을 7월 2018년
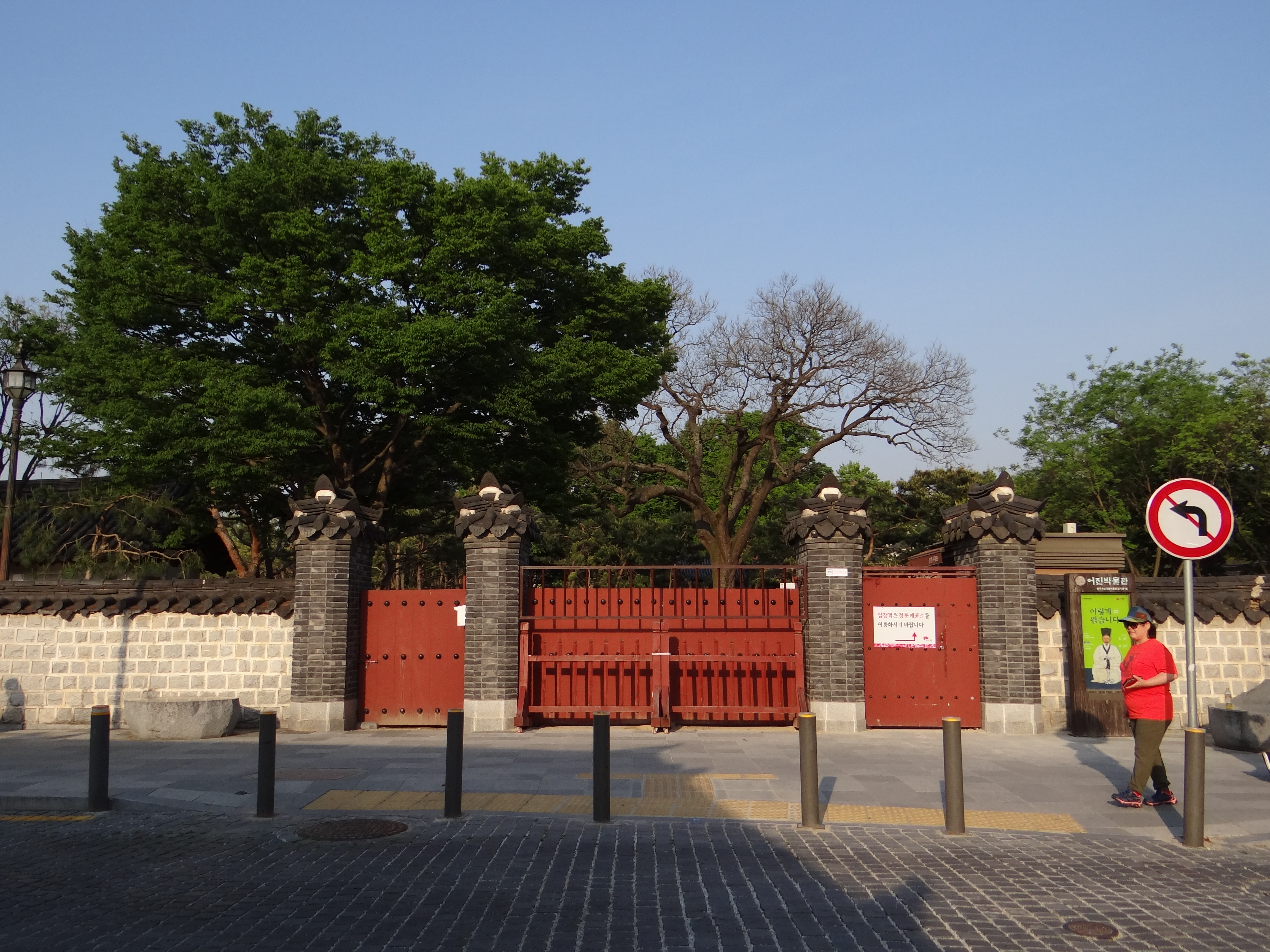
전주 한옥 마을 - 5월, 2019년 (2)

## 같이 보기
- 전동성당
- 한옥마을
- 전북특별자치도
- 전주시